# ALICE XI
『ALICE XI』（アリス・イレブン）は、2013年4月10日にアリスがリリースした11枚目のオリジナル・アルバム。通常盤とアリス3人のインタビューDVDが同梱された初回限定盤の2形態で発売されている。

## 解説
アリスは1981年11月で活動を停止したが、1987年に入り再始動され、同年12月にシングル「BURAI」とアルバム『ALICE X』をリリース。
2000年には神戸での阪神淡路大震災追悼コンサートがきっかけとなり2度目の再始動。2001年に、結成30周年記念として1987年『ALICE X』以来14年ぶりとなるアルバム『ALICE 0001』をリリース。
本作は、『ALICE 0001』以来のスタジオ・アルバムであり、全曲新曲のオリジナル・アルバムとしては『ALICE X』以来、実に26年ぶりとなる。

## 収録曲
全編曲：アリス
1. It's a Time～時は今～
  - 作詞・作曲：谷村新司
2. Western Dream
  - 作詞：谷村新司／作曲:矢沢透
3. READY LADY
  - 作詞・作曲：谷村新司
4. Boys be
  - 作詞：谷村新司／作曲：堀内孝雄
  - テレビ東京系「主治医が見つかる診療所」エンディングテーマ[4]
5. バージンロードII
  - 作詞：谷村新司／作曲：堀内孝雄
6. リューズ
  - 作詞：谷村新司／作曲：矢沢透
7. 冷たいレシピ
  - 作詞：谷村新司／作曲：堀内孝雄
8. 風に星に君に
  - 作詞・作曲：矢沢透
9. Voyager
  - 作詞：谷村新司／作曲：矢沢透
10. スピリット
  - 作詞・作曲：谷村新司
11. ユズリハ
  - 作詞：谷村新司／作曲：堀内孝雄
12. 悲しいほどに晴れた日に
  - 作詞：谷村新司／作曲：堀内孝雄
13. Wonderful Day
  - 作詞：谷村新司／作曲：堀内孝雄